# Procambarus fallax
Procambarus fallax är en kräftdjursart som först beskrevs av Hermann August Hagen 1870. Procambarus fallax ingår i familjen Cambaridae. Vilt förekommer den endast i biflöden av Satilla River i Georgia och Florida. Marmorkräftan är muterad form av arten som uppstod i början av 1990-talet, förmodligen hos tyska akvarister. IUCN kategoriserar arten globalt som livskraftig. Inga underarter finns listade i Catalogue of Life.